# Porta Santo Stefano (Reggio Emilia)
Porta Santo Stefano era una delle porte delle mura di Reggio Emilia, che corrispondono come perimetro agli attuali viali di circonvallazione.

## Storia
Porta Santo Stefano sorgeva nell'estremità occidentale del centro storico di Reggio nell'Emilia, sulla via Emilia, in direzione Parma. La porta medioevale, costruita verso il 1230, come tutte le altre venne demolita nel 1551, quando la città rinforzò le sue mure con bastioni e contrafforti. Verso la fine dell'800, con l'abbattimento generale delle mura della città, anche Porta Santo Stefano venne demolita, ed al suo posto vennero costruite due gabelle al lato della strada. A partire dal 2008 sono stati effettuati importanti lavori di riqualificazione come la realizzazione di aree verdi e zone pedonali. È stata realizzata anche una rotonda, all'interno della quale è stata posta una scultura di Marco Gerra, di notevoli dimensioni. Questa opera ha scatenato le proteste di alcuni cittadini e di esponenti politici locali, che lamentano una totale estraneità dell'opera nel contesto urbano.